# Gilbert Lewis
Gilbert Newton Lewis (ur. 23 października 1875 w Weymouth w stanie Massachusetts, zm. 23 marca 1946) – amerykański fizykochemik, profesor. W 1899 roku uzyskał doktorat na Uniwersytecie Harvarda, pracował w Massachusetts Institute of Technology oraz na Uniwersytecie Kalifornijskim w Berkeley.

## Życiorys
Pracował nad teoriami struktury materii i wyjaśnił wiele zjawisk chemicznych. Jest twórcą tzw. struktury punktowej Lewisa (1902), autorem fundamentalnej pracy Atom i molekuła (The Atom and the Molecule, 1916), w której wyjaśnił naturę wiązań chemicznych, nazwanych przez niego wiązaniami kowalencyjnymi. Jest autorem obowiązującej do dziś teorii wiązań kowalencyjnych, postulującej, że wiązanie to składa się z elektronów walencyjnych uwspólnionych przez dwa atomy o podobnej elektroujemności.
Inną klasyczną, fundamentalną pracą była napisana w 1923 wspólnie z M. Randallem Termodynamika i swobodna energia substancji chemicznych (Thermodynamics and the Free Energy of Chemical Substances).
Także w 1923 sformułował nową teorię kwasów i zasad (obecnie znaną jako teoria kwasów i zasad Lewisa), według której, kwasami są akceptory pary elektronowej (kwasy Lewisa), a zasadami donory pary elektronowej (zasady Lewisa).
W 1926 roku zaproponował nazwę foton dla hipotetycznego „przewoźnika energii promienistej”. W liście do „Nature” zasugerował, że z przeprowadzonych do tamtej pory doświadczeń i obserwacji wynika, że w teorii kwantowej sformułowanej przez Plancka i Einsteina należy uwzględnić istnienie nowego rodzaju atomu. Miał to być twór rozróżnialny, którego nie można stworzyć ani zniszczyć, i który działa jako przewoźnik energii promieniowania. Po absorpcji ten „przewoźnik” miał pozostawać w atomie absorbującym promieniowanie jako zasadniczy składnik jego struktury, dopóki nie zostałby wysłany na zewnątrz niosąc kolejną porcję energii.
Lewis podkreślił, że proponowany przez niego foton sam nie jest energią, ale raczej elementem strukturalnym. Uważał, że byłoby niewłaściwe utożsamianie go z obiektami takimi jak cząstka lub kwant światła. Według niego należało wprowadzić do termodynamiki nową zmienną, liczbę tak zdefiniowanych „fotonów”, czyli „przewoźników energii promienistej”. Hipoteza ta nie została zaakceptowana przez współczesnych. Było to o tyle zrozumiałe, że była sformułowana na wiele lat przed rozwojem informatyki i zdefiniowaniem bitu, a na dodatek sam Lewis uważał swoją propozycję za trudną – chociaż nie niemożliwą – do potwierdzenia doświadczalnego. Jednak sama nazwa foton zyskała niemal natychmiastowe uznanie i zaczęto jej używać, niezgodnie z intencją autora, dla określenia najmniejszej ilości energii promienistej (kwantu światła).
Jako pierwszy otrzymał ciężką wodę, czyli cząsteczkę złożoną z tlenu i dwóch atomów deuteru (2H2O lub D2O, o masie molowej = 20 g/mol).